# پارک کسب و کار

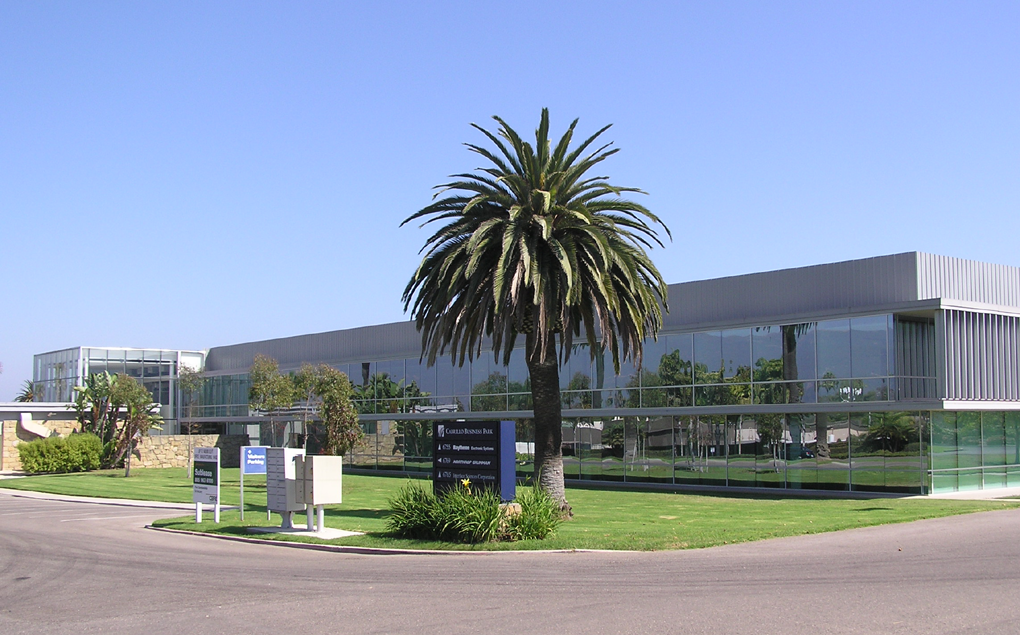
یک پارک کسب و کار در شهرستان سانتا باربارا، کالیفرنیا، آمریکا

پارک کسب و کار (به انگلیسی: business park) یا پارک اداری (به انگلیسی: office park) محلی است که تعداد زیادی از ساختمان‌های اداری در آن مجتمع شده‌اند. اولین پارک کسب و کار در شهر ماونتین بروک آمریکا در اوایل دهه ۱۹۵۰ برای جلوگیری از تنش‌های نژادی در مراکز شهرها ایجاد شد.
پارک‌های کسب و کار معمولاً در مناطق حومه شهر که قیمت زمین و مسکن پایین‌تر است احداث می‌شود. همچنین معمولاً سعی می‌شود دسترسی این پارک‌ها به خیابان‌های اصلی مناسب باشد.
بسیاری از پارک‌های کسب و کار تخصصی هستند. به عبارتی ممکن است پارکی فقط متعلق به شرکت‌های فناوری پیشرفته باشد، و پارک دیگری متعلق یه شرکت‌های داروسازی یا بیوتکنولوژی باشد.
شرکت‌ها به پارک‌های فناوری علاقه دارند چرا که قیمت زمین و سایر هزینه‌های آن کمتر است و محل پارک خودرو در آن فراوان می‌باشد. همچنین تأمین کنندگان به دلیل قابلیت بازدید شرکت‌های فراوان در فاصله کم به آنها علاقه‌مند هستند.